# フランク・オコナー
フランク・オコナー（Frank O'Connor, 1903年9月17日 - 1966年3月10日）は、アイルランドの作家。

## 来歴
1903年にアイルランド南西部のコーク市に生まれる。アイルランドを代表する短篇作家として知られ、彼の名を顕彰して、2005年にフランク・オコナー国際短編賞が創設された。翌2006年に村上春樹が受賞した。

## 日本語訳
- 『フランク・オコナー短篇集』阿部公彦訳、2008年、岩波文庫
- 『アンメラへの長い道　フランク・オコナー短篇集』矢谷雅子訳、2013年、未知谷